# Ted Williams
Theodore Samuel Williams (San Diego, California; 30 de agosto de 1918 - Inverness, Florida; 5 de julio de 2002), más conocido como Ted Williams, fue un jugador y mánager de béisbol estadounidense. Jugaba en la posición de jardinero izquierdo y desarrolló toda su carrera en los Boston Red Sox de las Grandes Ligas de Béisbol (MLB).
Williams fue dos veces el jugador más valioso de la Liga Americana, fue líder en promedio de bateo seis veces y ganó la Triple corona de bateo dos veces.  Terminó su carrera con un promedio de bateo de .344, con 521 cuadrangulares. participando 17 veces en juegos de estrellas y fue incluido en el Salón de la Fama del Béisbol en 1966. Fue el último jugador de las Grandes Ligas que bateó con un promedio superior a .400 en una temporada (.406 en 1941). Un ávido pescador, Williams también era el anfitrión de un programa televisivo sobre pesca y forma parte del Salón de la Fama de la Pesca.

## Biografía
Williams nació en la ciudad californiana de San Diego el 30 de agosto de 1918 con el nombre de Teddy Samuel Williams por su padre, Samuel Willliams, y el expresidente de los Estados Unidos Theodore Teddy Roosevelt. En algún momento el nombre en su acta de nacimiento fue cambiado a Theodore, pero su madre y amigos cercanos siempre lo llamaron Teddy. Su padre fue un soldado, alguacil y fotógrafo de Nueva York que admiraba mucho al expresidente. Su madre, May, estadounidense nacida en El Paso, Texas, era hija de padres españoles radicados en México y fue una trabajadora del Ejército de Salvación.  
Jugó al béisbol en la preparatoria Herbert Hoover en San Diego. Era un bateador zurdo, pero lanzaba con el brazo derecho. Después de graduarse, se dedicó al béisbol profesional, pasando algunas temporadas en los San Diego Padres y los Minneapolis Millers de las Ligas Menores de Béisbol.
A principios de su carrera, declaró que deseaba ser recordado como "el mejor bateador de la historia", un honor que ciertamente logró a los ojos de muchos aficionados.

## Carrera

### MLB

#### Boston Red Sox
Williams pasó al equipo de Grandes Ligas de Boston en 1939, causando sensación inmediatamente ya que fue líder de la Liga Americana en carreras impulsadas y terminó en cuarto lugar en los votos para el MVP. En 1941, llegó al día final de la temporada con un promedio de bateo de .39955. Esto se hubiera redondeado a .400, convirtiéndolo en el último jugador en batear .400 desde Bill Terry en 1930. El mánager dejó que Williams decidiera si iba a jugar o no. Williams decidió jugar en ambos juegos del juego doble de ese día, arriesgándose a perder el récord.  Obtuvo 6 hits en 8 turnos al bat, alzando su promedio a .406. Nadie ha alcanzado .400 desde entonces.
Al mismo tiempo, su gran logro fue eclipsado por la racha de 56 juegos con hit de Joe DiMaggio en la misma temporada. Su rivalidad fue reflejada por la prensa; Williams siempre se consideró un mejor bateador, pero reconocía que DiMaggio era el mejor jugador en términos generales. También en 1941, Williams estableció la marca de porcentaje de en base en una temporada con .551.  Ese récord permaneció hasta el 2002, cuando Barry Bonds superó la marca con .582. Un logro menos conocido es que Williams logró llegar a una base en la mayor cantidad de partidos consecutivos, un total de 84. Además, Williams también tiene la tercera y cuarta mejor marca para esa racha. En 1957, Williams llegó a una base en 16 apariciones al plato consecutivas, también un récord.
Otro logro memorable de Williams fue su cuadrangular para ganar el juego, contra Rip Sewell y su famoso lanzamiento lento durante el juego de estrellas de 1946. Imágenes del partido muestran a Williams brincando alegremente y aplaudiendo mientras recorría las bases; después dijo que esa fue su mayor emoción en el béisbol.
Entre las pocas imperfecciones en la carrera de Williams está su actuación en su única aparición en play-offs, la Serie Mundial de 1946. Williams consiguió solo 5 sencillos en 25 turnos al bate, con solo una carrera impulsada, y los Red Sox perdieron contra los St. Louis Cardinals en siete juegos. Gran parte de esto se debe a su absurda insistencia por no batear hacia el vacío que dejaba el cambio en la defensiva de los Cardenales, que frecuentemente incluía a cinco o seis jugadores defensivos colocados a la derecha de la segunda base. Este cambio defensivo era una versión del Cambio de Boudreau, popularizado por el mánager de los Cleveland Indians Lou Boudreau en un intento por reducir la efectividad del bateo de Williams.  
Es posible que Williams también haya jugado con un codo lastimado por un juego de exhibición anterior a la Serie Mundial, mientras que los Cardenales y los Brooklyn Dodgers jugaban una serie de tres partidos para determinar quien sería el campeón de la Liga Nacional.  
Williams estudiaba obsesivamente el arte del bateo y lograba batear con un buen promedio y con potencia. En 1970 escribió un libro sobre el tema, The Science of Hitting (La Ciencia del Bateo), publicado en 1986, que aún es leído por muchos jugadores de béisbol. Williams no era un corredor veloz, evidenciado por su total de solamente 24 bases robadas, un cuadrangular dentro del parque y una sola ocasión bateó el ciclo en su carrera. Él consideraba que con más velocidad hubiera subido su promedio considerablemente y hubiera bateado .400 por lo menos en una temporada más. 
A pesar de su falta de alcance como jardinero, Williams era considerado un jardinero seguro con un brazo fuerte, aunque ocasionalmente expresó su arrepentimiento por no trabajar más en sus habilidades defensivas.

## Servicio militar
Williams sirvió como piloto del Cuerpo de Marines de los Estados Unidos durante la Segunda Guerra Mundial y la guerra de Corea. Durante la Segunda Guerra Mundial fue instructor de vuelo en la Estación Aeronáutica de Pensacola, enseñando a los pilotos jóvenes cómo volar el F4U Corsair. Cuando terminó la guerra estaba en Hawái y fue liberado del servicio activo en enero de 1946, aunque permaneció en las Fuerzas de Reserva de los Marines.
En 1952, a la edad de 34 años, fue llamado de nuevo al servicio activo para la guerra de Corea. Después de ser entrenado con el nuevo F9F Panther en la Estación Aérea de los Cuerpos de Marines de Cherry Point, Carolina del Norte, fue asignado al Escuadrón de Ataque de los Marines 311 (VMF-311), en Corea.
El 16 de febrero de 1953, Williams formaba parte de un ataque de 35 aviones contra una escuela de entrenamiento para infantería y tanques justo al sur de Pionyang, Corea del Norte. Durante la misión, munición de artillería antiaérea golpeó su avión y estropeó su sistema hidráulico y eléctrico, causando que Williams tuviera que "arrastrar" prácticamente su avión para aterrizar dificultosamente en la base de la Fuerza Aérea K-13, muy cercana a las líneas enemigas. Después de salir del avión, Williams comentó: "Corrí más rápido que Mickey Mantle". Williams permaneció varios días en esa base hasta que su avión fue completamente reparado, avión con el que regresó a su base de la Marina. Por estas acciones se le otorgó la Medalla Aérea.  
Williams voló en 38 misiones de combate antes de ser retirado en junio de 1953 por molestias causadas por una antigua infección del oído. Durante la guerra de Corea estuvo en la unidad en la que también estuvo John Glenn. Estas ausencias le alejaron durante cinco años de su carrera deportiva y limitaron significativamente los registros totales de sus marcas, si bien Williams nunca se quejó sobre el tiempo que dedicó al servicio militar.

## Resumen de su carrera
Los dos premios MVP y dos triple coronas de Williams vinieron en cuatro años diferentes. Junto a Rogers Hornsby, es uno de los dos únicos jugadores en ganar la Triple Corona dos veces, pero no se llevó el MVP en ninguna de las temporadas en las que tuvo Triple Corona. Williams, Lou Gehrig y Chuck Klein son los únicos jugadores desde el establecimiento del premio MVP en ganar la Triple Corona y no ser MVP en esa temporada. 
El bateo de Williams era tan temido y como era bien sabido que jalaba la pelota con fuerza hacia su banda (el jardín derecho, porque Williams era un bateador zurdo), que sus oponentes frecuentemente empleaban el cambio radical defensivo llamado "Cambio de Williams" contra el, dejando solo un jugador a la izquierda de segunda base, en el lugar del campocorto. En lugar de tocar la pelota hacia el espacio libre, el orgulloso Williams bateaba como siempre contra este cambio defensivo. Esta táctica defensiva se sigue usando hoy en día y es llamada el cambio del cuadro. Es interesante notar que se usa frecuentemente contra David Ortiz, Jason Giambi, Jim Thome y Travis Hafner.
Ted Williams se retiró del juego en 1960 y golpeó un cuadrangular en su último turno al bat, el 28 de septiembre de 1960, frente a solo 10,454 fanes en Fenway Park. Este home run—un batazo de solitario contra el lanzador de Baltimore Jack Fisher en la octava entrada que puso a Boston frente a los Orioles 4 a 3—fue inmortalizado en el ensayo de la revista The New Yorker "Hub Fans Bid Kid Adieu", por John Updike.

## Relaciones con los medios de Boston y los fanes
Ted Williams estuvo en malos términos con los periódicos de Boston por casi veinte años, ya que sentía que a ellos les gustaba discutir tanto su vida personal como su actuación en el béisbol. Inseguro por su educación, necio por su confianza en sus creencias, Williams se convenció de que los "caballeros del teclado" estaban en su contra y los trató de igual manera, como lo describe en sus memorias en My Turn at Bat.
También tuvo una inestable relación con los fanes de Boston, aunque podía ser muy cordial cara a cara. Williams sentía a veces mucha gratitud por la pasión y conocimiento del juego que demostraban los fanes. Por otro lado, Williams era temperamental, y a veces insensible. Era generoso con los necesitados y exigía lealtad de aquellos a su alrededor. No podía perdonar la inconstante naturaleza de los fanáticos—abuchear a un jugador que perdió el control de un roletazo, para después rugir apoyo para el mismo jugador cuando golpea un cuadrangular. A pesar de las porras y adulación de la mayoría de los fanes, los abucheos ocasionalmente dirigidos a él en Fenway Park llevaron a Williams a rehusar reconocer a los fanáticos con el típico gesto de tocar su gorra después de un home run. También ganó muchos fanes en el béisbol y fuera de él por sus dos veces sirviendo a su país en la guerra, arriesgando su vida al volar en misiones de combate con los Cuerpos de Marines.
Un perfil hecho por Red Smith en 1956 describe a un escritor de Boston tratando de convencer a Williams de que primero echar porras y luego abuchear a un jugador no era diferente a una persona aplaudiéndole a un actor de "películas del oeste" un día y después diciendo "¡Es pésimo! ¿Por qué pensé que podía actuar?". Pero Williams rechazó esto; cuando le gustaba un actor del oeste como Hoot Gibson, le gustaba en todas sus películas y no pensaría abuchearlo.
Después del famoso cuadrangular en su último turno al bat, Williams característicamente rehusó tocar su gorra mientras corría las bases o a responder a las prolongadas porras de "¡Queremos a Ted!" del público. Williams también rehusó tocar su gorra cuando fue reemplazado en el jardín izquierdo por Carroll Hardy para el comienzo de la novena entrada, aunque el público si continuó con las porras.  
La actitud reservada de Williams llevó al escritor John Updike a observar burlonamente que "los dioses no contestan las cartas." El último home run de Williams no fue durante el último partido de la temporada de 1960, sino durante el último partido de Boston como local. Las Medias Rojas jugaron tres partidos más en Nueva York; sin embargo, Williams no apareció en ninguno de ellos, dejando en claro que su último turno al bat en casa fue el último de su carrera.

## Discurso de inclusión en el Salón de la Fama
En su discurso de inclusión al Salón de la Fama en 1966, Williams incluyó un enunciado que pedía el reconocimiento de dos grandes jugadores de las Ligas Negras, Satchel Paige y Josh Gibson, que no tuvieron la oportunidad de jugar en las Grandes Ligas antes de que Jackie Robinson rompiera la barrera del color en 1947. Esta declaración hecha por uno de los mejores jugadores fue importante ya que después el Salón de la Fama comenzó a incluir a jugadores de las Ligas Negras, empezando con Paige en 1971.

## Marcas de su carrera
Cuando se retiró, Williams era tercer lugar en cuadrangulares de por vida (detrás de Babe Ruth y Jimmie Foxx), séptimo en carreras impulsadas (después de Ruth, Cap Anson, Lou Gehrig, Ty Cobb, Foxx, y Mel Ott; Stan Musial superó a Williams en 1962) y séptimo en promedio de bateo (detrás de Cobb, Rogers Hornsby, Shoeless Joe Jackson, Lefty O'Doul, Ed Delahanty y Tris Speaker). Su promedio de bateo es el más alto de cualquier jugador que haya jugado su carrera entera después de 1920, durante la era de la bola viva.
Williams también es segundo lugar, después de Ruth, en porcentaje de slugging, donde se ha mantenido hasta hoy y primer lugar en porcentaje de en base. También era segundo después de Ruth en bases por bolas, pero ahora es cuarto lugar ya que Barry Bonds y Rickey Henderson han roto el récord. Williams se mantiene como el líder en bases por bolas por apariciones al plato.

## Retiro
Después de retirarse como jugador, Williams fue mánager de los Washington Senators y continuó con el equipo cuando se volvieron los Texas Rangers después de la temporada de 1971. La mejor temporada de Williams como mánager fue en 1969, cuando llevó al equipo nuevo de los Senadores a un récord de 86-76, en su única temporada ganadora en Washington. Fue elegido mánager del año después de esa temporada. Al igual que muchos grandes jugadores, Williams se volvió impaciente con las habilidades y actitudes ordinarias de los jugadores y su carrera como mánager fue corta y sin éxito. Antes y después de dejar Texas (que fue su único trabajo como mánager), ocasionalmente aparecía en el entrenamiento de primavera de los Red Sox, invitado como instructor de bateo.
Fue mucho más exitoso en la pesca. Un ávido y experto pescador con mosca y de mar profundo, pasó muchos veranos después del béisbol pescando en el río Miramichi, en Miramichi, Nuevo Brunswick, Canadá. Williams fue nombrado al Salón de la Fama de la Pesca en el 2000. Algunos opinan que Williams era un individuo destacado que pudo ser el mejor del mundo en tres disciplinas diferentes: bateo en béisbol, piloto de combate y pescador con mosca. Poco tiempo después de la muerte de Williams, el reportero conservativo Steve Sailer lo llamó "posiblemente el americano más técnicamente proeficiente del siglo XX, como lo demuestra su destreza en tres áreas tan distintas." 
Williams llegó a un acuerdo con Sears, prestando su nombre y talento para desarrollar y representar una línea de equipo deportivo - específicamente de pesca, cacería y béisbol. Después estuvo relacionado por un largo tiempo con Jimmy Fund, después de perder un hermano que sufría leucemia, y colaboró con su tiempo libre, esfuerzo y dinero en apoyo de la organización contra el cáncer.
En sus últimos años, Williams fue "parte del mobiliario" en shows de firma de autógrafos y de tarjetas después de que su hijo (de tercera esposa), John Henry Williams, tomara el control de su carrera, convirtiéndose en su mánager de facto. El joven Williams dio una estructura a los asuntos de negocios de su padre y distribuyó las apariciones públicas y suvenires de su padre para poder maximizar las ganancias. Aunque muchos piensan que Ted estaba siendo utilizado por su hijo, no existe evidencia real de que el joven Williams estuviera haciendo algo ilícito o indeseable con las ganancias de su padre.
Una de las apariciones públicas finales de Williams, y de las más memorables, fue en el Juego de Estrellas de 1999 en Boston. Como solo podía caminar distancias muy cortas, Williams fue llevado al montículo del pitcher en un carrito de golf. Ahí orgullosamente saludo al público con su gorra—un gesto que nunca hizo cuando fue jugador. Los fanes respondieron con una ovación que duró varios minutos. En el montículo del pitcher estaba rodeado de jugadores de ambos equipos y habló con varios de ellos. Entre ellos estaba otro jugador de San Diego, Tony Gwynn, un bateador que es frecuentemente comparado con Williams y era estrella del equipo de Grandes Ligas, los San Diego Padres. La ceremonia fue acortada ya que la aparición de Williams podía retrasar el comienzo del partido.
Más tarde ese mismo año, estuvo entre los elegidos al Equipo del Siglo de las Grandes Ligas de Béisbol, presentado al público en el Turner Field de Atlanta antes del segundo juego de la Serie Mundial. También fue el número 8 en la lista de los 100 Mejores Jugadores de Béisbol de la revista The Sporting News', donde fue el jardinero izquierdo más arriba en la lista.
En sus últimos años, Williams sufrió con mala salud, específicamente de problemas cardiacos. Se le instaló un marcapasos en noviembre del 2000 y se sometió a cirugía de corazón abierto en enero de 2001. Después de sufrir una serie de infartos cerebrales e insuficiencias cardiacas, murió de una parada cardiorrespiratoria en Crystal River, Florida, el 5 de julio de 2002.
El túnel Ted Williams en Boston y la Ruta Estatal 56 de California, llamada Ted Williams Parkway, en San Diego (1992) fueron nombrados en su honor mientras seguía vivo.

## Después de su muerte
Luego de su fallecimiento, hubo una disputa pública sobre la disposición de su cuerpo. Anunciando que no habría funeral, su hijo John Henry Williams llevó el cuerpo de Ted a la Alcor Life Extension Foundation en Scottsdale, Arizona y este fue colocado en suspensión criónica. Barbara Joyce Ferrell, hija de Williams con su primera esposa, levantó una demanda, diciendo que su testamento declaraba que él quería ser incinerado.  El abogado de John-Henry produjo entonces un "pacto familiar" informal, firmado por Ted, John-Henry y la otra hija de Ted, Claudia, en el que acordaban "ser puestos en suspensión criónica después de la muerte." Los arreglos para la suspensión criónica fueron hechos apuradamente por John-Henry y Claudia después de la muerte de Ted. Aunque esta acción disgustó  a muchos familiares, amigos y fanes, al parecer es el derecho de los hijos por ley.
En "Ted Williams: The Biography of An American Hero", el autor Leigh Montville señala que el supuesto pacto familiar sobre criónicas no fue más que un pedazo de papel en blanco que Ted Williams autografió, sobre el cual los acuerdos fueron escritos más tarde. Su firma en el pacto es "Ted Williams", al igual que en sus autógrafos, mientras que siempre firmaba sus documentos legales como "Theodore Williams". Sin embargo, Claudia testificó la autenticidad del documento en una declaración bajo juramento.

## Estadísticas de su carrera
| G     | AB    | R     | H     | 2B  | 3B | HR  | RBI   | SB | CS | BB    | SO  | BA   | OBP  | SLG  |
| 2,292 | 7,706 | 1,798 | 2,654 | 525 | 71 | 521 | 1,839 | 24 | 17 | 2,019 | 709 | .344 | .482 | .634 |

## Libros por y sobre Ted Williams
- Wikimedia Commons alberga una categoría multimedia sobre Ted Williams.
- Baldasarro, Lawrence The Ted Williams Reader New York: Simon & Schuster, 1991.
- Williams, Ted and John Underwood Fishing the Big Three : Tarpon, Bonefish, Atlantic Salmon New York: Simon & Schuster, 1982.
- Williams, Ted and John Underwood My Turn at Bat: My Story of My Life New York: Simon & Schuster, 1969.
- Williams, Ted and John Underwood The Science of Hitting New York: Simon & Schuster, 1970.
- Williams, Ted and David Pietrusza Ted Williams: My Life in Pictures (also published as Teddy Ballgame) Kingston (NY): Total Sports, 2001.
- Williams, Ted and Jim Prime Ted Williams' Hit List : The Best of the Best Ranks the Best of the Rest Indianapolis: Masters Press, 1996.

| Predecesor: Joe DiMaggio   | Campeón de Bateo de la Liga Americana 1941-1942             | Sucesor: Luke Appling  |
| Predecesor: Hank Greenberg | Campeón de Cuadrangulares de la Liga Americana 1941-1942    | Sucesor: Rudy York     |
| Predecesor: Hal Newhouser  | MVP de la Liga Americana 1946                               | Sucesor: Joe DiMaggio  |
| Predecesor: Lou Gehrig     | Triple Corona del bateo de la Liga Americana 1942 y 1947    | Sucesor: Mickey Mantle |
| Predecesor: Hank Greenberg | Campeón de Cuadrangulares de la Liga Americana 1947         | Sucesor: Joe DiMaggio  |
| Predecesor: Mickey Vernon  | Campeón de Bateo de la Liga Americana 1947-1948             | Sucesor: George Kell   |
| Predecesor: Joe DiMaggio   | Campeón de Cuadrangulares de la Liga Americana 1949         | Sucesor: Al Rosen      |
| Predecesor: Lou Boudreau   | MVP de la Liga Americana 1949]                              | Sucesor: Phil Rizzuto  |
| Predecesor: Mickey Mantle  | Campeón de Bateo de la Liga Americana 1957-1958             | Sucesor: Harvey Kuenn  |
| Predecesor: Gil Hodges     | Managers de los Washington Senators/Texas Rangers 1969-1972 | Sucesor: Whitey Herzog |

- Datos: Q172478
- Multimedia: Ted Williams / Q172478